# Ungarische Wiesenotter
Die Ungarische Wiesenotter (Vipera ursinii rakosiensis) ist eine in Teilen Ungarns und Rumäniens endemische Unterart der Wiesenotter (Vipera ursinii). Sie ist eines der am meisten gefährdeten Tiertaxa der pannonischen Tiefebene. Ihr Status wird von der IUCN als „stark gefährdet“ (endangered) angegeben.

## Merkmale
Die Wiesenotter gilt als die kleinste Giftschlange Europas, unter allen ihren Unterarten ist jedoch die Ungarische Wiesenotter die größte. Die Männchen bleiben kleiner und schlanker als die Weibchen. Das größte während eines Nachzuchtprogramms in Ungarn gemessene männliche Exemplar hatte eine Gesamtlänge von 47,1 cm, das längste Weibchen erreichte 59,8 cm.
Neben der unterschiedlichen Größe kann man die Geschlechter auch anhand des Verhältnisses der Schwanzlänge zur Gesamtlänge unterscheiden. Dieses beträgt bei Männchen durchschnittlich rund ein Achtel, bei Weibchen rund ein Zehntel. Die Unterseite des Schwanzes ist bei den Männchen mit 30 bis 37 großen Hornschuppen, den Subcaudalia besetzt, die Weibchen besitzen nur 23 bis 28 solcher Schilde.
Die Grundfarbe der Unterart ist gräulich bis gelblich-bräunlich. Auf ihrem Rücken befindet sich ein an die Kreuzottern erinnerndes, artspezifisches Zick-Zack-Muster, welches an der Seite von ähnlichen Mustern begleitet wird. Die graue Unterseite der Schlange ist mit weißlichen Zipfeln durchsetzt. Es gibt auch einen sogenannten „bohnigen“ Typus, bei dem das Rückenmuster in kleine Flecken zerfallen ist, die an Bohnen erinnern.
Die Ungarische Wiesenotter ist wie die anderen Unterarten der Wiesenotter nur schwer von der Kreuzotter (Vipera berus) zu unterscheiden, es gibt jedoch praktisch keine sympatrischen Vorkommen von Kreuzotter und Ungarischer Wiesenotter. Bei genauerer Untersuchung fällt auf, dass die Wiesenottern im hinteren Körperbereich nur 19 Rückenschuppenreihen besitzen.
Die Reduktion von 21 Schuppenreihen im Halsbereich auf 19 Reihen beginnt bei den meisten Unterarten bereits im ersten Körperviertel, bei der Ungarischen Wiesenotter aber erst im zweiten Viertel. Das unterscheidet die Wiesenottern auch von der ähnlichen Steppenotter (Vipera renardi), bei der die Reduktion der Rückenschuppen auf 19 Reihen erst in der zweiten Körperhälfte beginnt.
Weitere Unterscheidungsmerkmale zur Kreuzotter sind die kleineren Augen der Ungarischen Wiesenotter, deren horizontaler Durchmesser ungefähr dem Abstand der Augen zu den Nasenlöchern entspricht. Die ungarische Wiesenotter hat einen im Vergleich zum Nacken kleineren Kopf als die Kreuzotter, ihre Schnauze ist etwas mehr zugespitzt.

## Verbreitung und Lebensraum
Das Verbreitungsgebiet der Ungarischen Wiesenotter umfasste ursprünglich ein Gebiet, das vom östlichsten Österreich über Ungarn und Rumänien bis nach Bulgarien reichte, sie ist aber in den meisten Teilen dieses Areals ausgestorben. Die zwei früher zusammenhängenden Gebiete mit großen Populationen, die sich im Hanság (deutsch: Wasen) südlich des Neusiedler Sees und in der Großen Ungarischen Tiefebene befanden, sind heute in mehrere kleine Teilareale zerfallen. Während die westlichen Bestände hauptsächlich auf nassen Wiesen, in Mooren oder auf Weiden leben, bewohnt die Population im Tiefland die trockenen Steppen Kleinkumaniens (kiskunság, Komitat Bács-Kiskun). 2002 wurde eine Population im östlichen Teil des Tieflands in Rumänien (Siebenbürgen) wiederentdeckt.

## Lebensweise
Wie die meisten europäischen Reptilien überwintert auch die Ungarische Wiesenotter. Mitte Oktober sucht sie ein trockenes, frostfreies Versteck auf (meistens einen verlassenen Nagetierbau), welches die Schlange erst im April verlässt. Jungtiere ernähren sich primär von Springschrecken (Orthoptera), während erwachsene Individuen daneben auch Nagetiere, Eidechsen und nestjunge Vögel fressen. Die Ungarische Wiesenotter häutet sich dreimal im Jahr: Im Frühling, im Sommer und kurz vor ihrer winterlichen Ruhephase.

### Fortpflanzung und Entwicklung
Die Paarung erfolgt im April. Abhängig von der Witterung und vom Nahrungsangebot kommen die Jungschlangen etwa 100 Tage später von Juli bis Anfang September zur Welt. Sie entwickeln sich in durchsichtigen, weichen Eikapseln und schlüpfen häufig bereits im Mutterleib (Ovoviviparie). Die Zahl der Eier pro Gelege schwankt zwischen 4 und 16. Sie nimmt in der Regel mit dem Alter des Weibchens zu. Die sofort schlüpfenden, bereits die Zeichnung der Elterntiere tragenden, 12–16 cm langen Jungtiere häuten sich relativ bald. Im ersten Jahr erfolgt die Häutung monatlich, mit fortgeschrittenem Alter immer seltener.

## Bestand und Gefährdung
Die Unterart ist vor allem durch die Zerstörung ihres Lebensraumes bedroht, jedoch sind die Gründe des Rückgangs immer noch nicht zur Gänze geklärt. Der Gesamtbestand in den Wildreservaten beträgt höchstens 500 Individuen, kann aber durchaus höher sein. Die Magyar Madártani és Természetvédelmi Egyesület (MME) hat 2004 ein Schutzprogramm mit einer 50-prozentigen Unterstützung durch ein LIFE-Projekt gestartet, in dessen Rahmen im Kiskunsági Nemzeti Park eine Station zum Schutz der Ungarischen Wiesenotter errichtet wurde. Diese steht unter der Überwachung des „Rats für den Schutz der Ungarischen Wiesenotter“ in Zusammenarbeit mit der naturwissenschaftlichen Fakultät der Loránd-Eötvös-Universität und des Budapester Zoologisch-Botanischen Gartens. Es wird auch eine Zucht im Schutzzentrum von Kunpeszér von gefangenen Individuen für die Wiederansiedlung durchgeführt. Die Nachzucht war bisher erfolgreich, im September 2010 befanden sich bereits mehr als 700 Tiere im Zentrum, also mehr als vermutlich in freier Wildbahn. Das Hauptaugenmerk des Programms liegt allerdings weiterhin bei der Wiederherstellung des Lebensraumes und der Information der dortigen Bevölkerung. Die Ungarische Wiesenotter ist als Ungarns einziges endemisches Wirbeltier seit 1974 geschützt bzw. seit 1988 verstärkt geschützt.

## Systematik und Taxonomie
Innerhalb der Familie der Vipern (Viperidae) gehört die Wiesenotter zur Gattung der Echten Ottern (Vipera). Die Entwicklung einzelner Arten erfolgte seit dem oberen Miozän, wofür es viele fossile Belege gibt. Mit Beginn der Eiszeit im Quartär wurden einzelne Verbreitungsgebiete von Vipera ursinii voneinander getrennt und es entwickelten sich mehrere Unterarten. Derzeit anerkannt sind laut The Reptile Database:
- Vipera ursinii anatolica – Eiselt & Baran, 1970 (Status ungeklärt), alternativ eigene Art (Vipera anatolica)[10]
- Vipera ursinii graeca – Nilson & Andrén 1988, alternativ eigene Art (Vipera graeca)[11]
- Vipera ursinii macrops – Méhely, 1911
- Vipera ursinii moldavica – Nilson, Andrén & Joger 1993
- Vipera ursinii rakosiensis – Méhely, 1893
- Vipera ursinii ursinii – Bonaparte, 1835

ITIS erkennt allerdings derzeit keine der oben genannten Unterarten an. Die einzelnen Unterarten sind äußerlich wegen der großen Variabilität der Färbung und Zeichnung schwer voneinander zu unterscheiden. Nilson und Andrén überarbeiteten die Systematik 2001  anhand biochemischer Faktoren. Der elektrophoretische Vergleich des Serum-Albumins erbrachte für einzelne Unterarten, so auch für die Ungarische Wiesenotter, ähnlich große Unterschiede wie zwischen Arten.

### Forschungsgeschichte
Die Ungarische Wiesenotter wurde bereits von Géza Entz (1842–1919) in seinem Werk „Adalékok Erdély herpetológiájához“ (Ergänzungen zur Herpetologie Siebenbürgens) erwähnt, allerdings wurde sie hier noch zu den Kreuzottern gestellt. Lajos Méhelÿ begann die Unterart 1892 zu erforschen. Anhand seiner Untersuchungen publizierte er am 29. Mai 1893 ein Essay im Zoologischen Anzeiger, in dem er die Ungarische Wiesenotter als eine Unterart der Kreuzotter unter dem Namen Vipera berus var. rakosiensis beschrieb. George Albert Boulenger, dem Herpetologen des British Museum, dem ebenfalls einige Exemplare dieser Otter aus der Umgebung von Wien vorlagen, bemerkte die großen Unterschiede zwischen der Nominatform der Kreuzotter und der neu beschriebenen Unterart und zog in Erwägung, sie als eigene Art unter dem Namen Vipera rakosiensis zu führen. Wenig später stieß Boulenger jedoch in der Literatur auf eine sehr ähnliche Art aus den Abruzzen, für die Bonaparte 1835 den Namen Pelias ursinii vorgeschlagen hatte. Boulenger reihte sie als Vipera ursinii bei den Echten Ottern ein und erweiterte die Beschreibung Bonapartes anhand der Arbeit Méhelys über Vipera berus var. rakosiensis und aufgrund seiner eigenen Studien. Danach führte er einen Briefwechsel mit Méhely, den er schnell davon überzeugen konnte, dass es sich um eine eigenständige Art handelte. Aber erst, nachdem ihm Boulenger Abbildungen der auf dem Gran Sasso gefundenen Ottern geschickt hatte, akzeptierte Méhely die Ansicht, dass sowohl die Gebirgsformen als auch die Flachlandformen der Art Vipera ursinii angehörten.

### Geschichte des Namens
Die Bezeichnung „Otter von Rákos“ (rákosi vipera) geht auf den Zoologen und Erstbeschreiber Lajos Méhely zurück, der diesen Namen wählte, weil sie auf dem Rákosfeld entlang des Rákos-Baches im heutigen Budapest häufig zu finden war. In den 1950ern wurde die Schlange aus politischen Gründen auf „Brachenotter“ (parlagi vipera) umbenannt, da ihr Name an den damaligen Generalsekretär der Kommunistischen Partei Mátyás Rákosi (eigentlich: Mátyás Rosenfeld) erinnerte. Diese Bezeichnung ist allerdings irreführend, da diese Schlange kein Bewohner von Brachen ist. In dieser Hinsicht sind der englische Name meadow viper oder die deutsche Bezeichnung Wiesenotter besser. Heute wird wieder der ursprüngliche Name von Méhely verwendet. Die Volkssprache zwischen der Donau und der Theiß kennt die Bezeichnung „Sandotter“, welche nicht mit der Europäischen Hornotter (Vipera ammodytes), auch Sandotter genannt, identisch ist.